# SMS Deutschland (1904)
SMS Deutschland là một thiết giáp hạm tiền-dreadnought của Đế quốc Đức, chiếc đầu tiên trong số năm chiếc thuộc lớp Deutschland được chế tạo cho Hải quân Đế quốc Đức từ năm 1903 đến năm 1906. Nó được đặt theo tên của nước Đức bằng tiếng Đức, và được chế tạo tại xưởng tàu Germaniawerft ở Kiel, nơi nó được hạ thủy vào ngày 20 tháng 11 năm 1904. Nó được đưa ra hoạt động vào ngày 3 tháng 8 năm 1906, chỉ vài tháng trước chiếc HMS Dreadnought ra đời, một tiêu chuẩn mới mang tính cách mạng của những thiết giáp hạm "toàn-súng-lớn" khiến cho Deutschland và những chiếc cùng lớp trở thành lạc hậu.
Deutschland đã phục vụ như là soái hạm của Hoàng tử Heinrich cho đến năm 1913. Khi Chiến tranh Thế giới thứ nhất nổ ra vào giữa năm 1914, Deutschland và các tàu chị em đảm trách vai trò bảo vệ cửa sông Elbe đề phòng sự xâm nhập của Anh trong khi phần còn lại của hạm đội còn đang được huy động. Sau đó Deutschland và bốn chiếc cùng lớp được cho phối thuộc vào Hạm đội Biển khơi Đức như Hải đội Thiết giáp II; và đã tham gia hầu hết các hoạt động quy mô lớn của hạm đội trong hai năm đầu của chiến tranh, lên đến đỉnh điểm là trận Jutland vào ngày 31 tháng 5 và 1 tháng 6 năm 1916. Cuối ngày thứ nhất của trận chiến, Deutschland và những chiếc tiền-dreadnought khác đã đụng độ ngắn ngủi với nhiều tàu chiến-tuần dương Anh Quốc trước khi rút lui.
Sau trận chiến, Deutschland cùng với ba chiếc tàu chị em còn sống sót được giao vai trò phòng thủ duyên hải. Đến năm 1917, chúng hoàn toàn được rút khỏi hoạt động tác chiến và hoạt động trong những nhiệm vụ thứ yếu. Deutschland được sử dụng như một tàu trại binh tại Wilhelmshaven cho đến khi chiến tranh kết thúc. Nó được rút khỏi Đăng bạ Hải quân vào ngày 25 tháng 1 năm 1920, được bán để tháo dỡ cùng năm đó, và việc tháo dỡ được thực hiện vào năm 1922. Biểu trưng trước mũi của nó được bảo tồn tại Trường vũ khí dưới nước Eckernförde, và chiếc chuông của nó được lưu giữ tại lăng mộ của Hoàng tử Heinrich ở điền trang Hemmelmark.

## Thiết kế và chế tạo
Là chiếc tàu chiến thứ hai của Đức mang cái tên này, sau chiếc tàu frigate bọc thép SMS Deutschland (1874), nó được dự định để hoạt động trong hàng chiến trận Đức cùng với các thiết giáp hạm khác của Hải quân Đế quốc Đức. Deutschland được đặt lườn vào ngày 20 tháng 7 năm 1903 tại xưởng tàu của hãng Germaniawerft tại Kiel, và được hạ thủy vào ngày 19 tháng 11 năm 1904. Việc chạy thử máy của nó kéo dài từ ngày 3 tháng 8 cho đến tháng 9 năm 1906. Chỉ sau đó ba tháng, thiết giáp hạm Anh Quốc HMS Dreadnought, trang bị mười khẩu pháo 12 in (300 mm), được đưa ra hoạt động vào tháng 12 năm 1906. Với một thiết kế mang tính cách mạng, Dreadnought đã khiến cho mọi tàu chiến chủ lực của Hải quân Đức, kể cả Deutschland, trở thành lạc hậu.
Deutschland dài 127,6 m (418 ft 8 in), mạn thuyền rộng 22,2 m (72 ft 10 in) và độ sâu của mớn nước là 8,21 m (26 ft 11 in). Nó có trọng lượng choán nước 14.218 tấn (13.993 tấn Anh) khi đầy tải, và được trang bị động cơ ba buồng bành trướng đặt dọc đốt than với công suất 16.000 mã lực chỉ (11.931 kW), cho phép đạt được tốc độ tối đa 18 kn (33 km/h; 21 mph). Với tốc độ đường trường 10 kn (19 km/h; 12 mph) và trữ lượng nhiên liệu 1.540 tấn (1.520 tấn Anh; 1.700 tấn Mỹ) than, nó có thể di chuyển được 4.850 hải lý (8.980 km; 5.580 mi).
Dàn pháo chính của Deutschland bao gồm bốn khẩu pháo 28 cm (11 in) SK L/40 bắn nhanh bố trí trên hai tháp pháo nòng đôi, một phía trước và một phía sau của cấu trúc thượng tầng. Nó cũng được trang bị mười bốn khẩu pháo hạng hai 17 cm (6,7 in) gắn trên các tháp pháo ụ, 20 khẩu pháo 8,8 cm (3,5 in) bắn nhanh điều khiển bằng tay trên các bệ nòng đơn, cùng sáu ống phóng ngư lôi 45 cm (17,72 in) ngầm dưới lườn tàu.

## Lịch sử hoạt động

### Trước chiến tranh
Ngày 26 tháng 9 năm 1906, con tàu chính thức gia nhập hạm đội, khi Đô đốc Hoàng tử Heinrich chọn nó làm soái hạm. Deutschland được bố trí về mặt chiến thuật cùng với Hải đội Thiết giáp II, mặc dù trong vai trò soái hạm của hạm đội nó không thuộc quyền của tư lệnh hải đội. Nó tham gia các cuộc thực tập huấn luyện tại Bắc Hải trong tháng 12 năm 1906 trước khi quay trở về Kiel. Vào ngày 16 tháng 2 năm 1907, hạm đội được đổi tên thành Hạm đội Biển khơi. Các cuộc cơ động hạm đội tại Bắc Hải được tiếp nối vào đầu năm 1907 rồi trong tháng 5 và tháng 6. Một chuyến đi đến Na Uy được tiếp nối sau sau đợt huấn luyện hạm đội vào tháng 6. Sau khi quay trở về từ Na Uy, Deutschland đi đến Swinemünde. Một lượt huấn luyện hạm đội khác được tiếp nối trong tháng 9 năm 1907. Đến tháng 11, nó đi vào ụ tàu cho đợt bảo trì hàng năm.
Deutschland tham gia đợt cơ động hạm đội vào tháng 2 năm 1908 tại vùng biển Baltic; rồi đến tháng 5-tháng 6 tiến hành huấn luyện ngoài khơi hòn đảo pháo đài Helgoland ở Bắc Hải. Vào tháng 7 năm 1908, Deutschland cùng phần còn lại của hạm đội thực hiện chuyến đi ra Đại Tây Dương tiến hành huấn luyện, trong đó nó đã ghé thăm Funchal và Santa Cruz de Tenerife; hạm đội quay trở về Đức vào ngày 13 tháng 8. Trong những tháng tiếp theo Deutschland tiến hành các cuộc cơ động huấn luyện khác tại Baltic và Bắc Hải, và một chuyến đi đến Baltic trong mùa Đông.
Trong năm 1909 các hoạt động cũng theo một lịch trình tương tự. Một chuyến đi khác đến Đại Tây Dương được thực hiện từ ngày 7 tháng 7 đến ngày 1 tháng 8, trong đó Deutschland đã ghé qua Bilbao. Sau một lượt thực hành khác, Deutschland tải qua một đợt tái trang bị, khi nó được bổ sung các đèn pha tìm kiếm đặt trên bệ, và trở thành tàu chiến đầu tiên của Hải quân Đức được trang bị một máy chụp X-quang. Vào tháng 5 năm 1910, hạm đội tiến hành cuộc cơ động huấn luyện tại Kattegat, giữa Na Uy và Đan Mạch. Chuyến đi mùa Hè hàng năm đưa nó đến Na Uy, rồi được tiếp nối bằng đợt huấn luyện hạm đội. Đến tháng 11, Deutschland đón lên tàu Hoàng đế Wilhelm II trong buổi lễ khánh thành Học viện Hải quân Mürwik. Một chuyến đi huấn luyện đến Baltic được tiếp nối vào cuối năm.
Con tàu trải qua hai năm tiếp theo với hoạt động tương tự thực tập và chuyến đi đ́ến Na Uy vào mùa Hè, ngoài trừ vào năm 1912 do vụ khủng hoảng Agadir, chuyến đi chỉ giới hạn tại khu vực biển Baltic. Sau các cuộc cơ động trong tháng 9, Deutschland bị mắc cạn một phần tại Baltic; những hư hại buộc phải đưa nó vào ụ tàu, và công việc sửa chữa hoàn tất vào tháng 11. Vào tháng 1 năm 1913, thiết giáp hạm dreadnought mới Friedrich der Grosse thay thế cho Deutschland trong vai trò soái hạm của hạm đội. Biểu trưng vàng trước mũi tàu đánh dấu vai trò soái hạm được tháo dỡ, và Deutschland quay lại đội ngũ của Hải đội Thiết giáp II.

### Chiến tranh Thế giới thứ nhất
Sau khi Chiến tranh Thế giới thứ nhất nổ ra vào tháng 7 năm 1914, Deutschland được bố trí nhiệm vụ canh gác khu vực cửa sông Elbe, vào giai đoạn mà phần còn lại của hạm đội còn đang được huy động. Nó tiếp tục phục vụ trong Hải đội Thiết giáp II của Hạm đội Biển khơi trong hai năm đầu của cuộc chiến. Trong khi các tàu chị em hỗ trợ cho việc bắn phá bờ biển Anh Quốc vào ngày 15-16 tháng 12, Deutschland tiếp tục nhiệm vụ canh gác cửa sông Elbe. Ngày 21 tháng 2 năm 1915, Deutschland đi vào ụ tàu tại Kiel để tiến hành các cải biến cho hệ thống bảo vệ dưới nước nhằm chống đỡ thủy lôi và ngư lôi tốt hơn, công việc kéo dài cho đến ngày 12 tháng 3. Sau đó, Deutschland quay lại nhiệm vụ canh gác Elbe. Ngày 21 tháng 9, con tàu đi đến khu vực Baltic để huấn luyện, vốn hoàn tất vào ngày 11 tháng 10, sau đó nó lại đi vào ụ tàu tại Kiel để bảo trì. Deutschland đi đến ụ tàu AG Vulcan tại Hamburg cho những việc sửa chữa khác từ ngày 27 tháng 2 đến ngày 1 tháng 4 năm 1916. Sau khi quay trở lại hạm đội, Deutschland được đặt làm soái hạm của Hải đội Thiết giáp II, dưới quyền chỉ huy của Chuẩn Đô đốc Franz Mauve.
Vào ngày 24-25 tháng 4 năm 1916, Deutschland cùng bốn tàu chị em tham gia cùng các thiết giáp hạm dreadnought của Hạm đội Biển khơi để hỗ trợ các tàu chiến-tuần dương thuộc Hải đội Tuần tiễu I cho một cuộc bắn phá bờ biển Anh Quốc. Trên đường đi đến mục tiêu, tàu chiến-tuần dương Seydlitz bị hư hại bởi một quả thủy lôi, nên được cho tách ra để quay trở về nhà trong khi chiến dịch vẫn tiếp tục. Lực lượng tàu chiến-tuần dương tiến hành cuộc bắn phá Yarmouth và Lowestoft một cách ngắn ngũi. Do tầm nhìn kém, chiến dịch nhanh chóng bị triệu hồi trước khi hạm đội Anh có thể can thiệp. Đến ngày 4 tháng 5, Deutschland tham gia chuyến đi đối đầu với tàu chiến Anh ngoài khơi Horns Reef mà không mang lại kết quả.

#### Trận Jutland
Đô đốc Reinhard Scheer, Tư lệnh hạm đội Đức, lập tức vạch kế hoạch cho một chiến dịch khác ra Bắc Hải, nhưng việc Seydlitz bị hư hại đã trì hoãn chiến dịch cho đến cuối tháng 5. Deutschland là chiếc dẫn đầu trong Đội III của Hải đội Thiết giáp II, và là soái hạm của Chuẩn Đô đốc Mauve, Tư lệnh hải đội. Đơn vị này với những thiết giáp hạm yếu nhất tham gia trận chiến, được đặt ở phía cuối của hàng chiến trận Đức. Trong đợt "Tiến ra Bắc Hải", Đô đốc Scheer ra lệnh cho hạm đội truy đuổi hết tốc độ các thiết giáp hạm của Hải đội Thiết giáp V Anh Quốc đang rút lui. Deutschland và các tàu chị em chậm hơn đáng kể so với những chiếc dreadnought và nhanh chóng bị tụt lại phía sau. Đến 19 giờ 30 phút, Hạm đội Grand xuất hiện, và đối đầu với lực lượng của Đô đốc Scheer với một ưu thế áp đảo. Tình thế của hạm đội Đức bị ảnh hưởng nặng bởi sự hiện diện của những chiếc trong lớp Deutschland chậm chạp; nếu Scheer ra lệnh quay trở về Đức ngay lập tức, có thể ông sẽ phải hy sinh những con tàu chậm hơn để có thể rút lui thành công.
Đô đốc Scheer quyết định quay ngược hướng đi của hạm đội bằng một cú "đổi hướng chiến trận" (Gefechtskehrtwendung), một cách cơ động đòi hỏi mọi đơn vị trong hàng chiến trận Đức phải quay mũi 180 °Cùng một lúc. Do hậu quả của việc bị tụt lại phía sau, những chiếc trong Hải đội Thiết giáp II không thể đi theo hướng đi mới sau khi đổi hướng. Vì vậy, Deutschland và năm chiếc khác của hải đội ở bên phía rút lui của hàng chiến trận Đức. Đô đốc Mauve dự định di chuyển các con tàu của ông về phía cuối hàng chiến trận, phía sau những chiếc dreadnought của Hải đội Thiết giáp III, nhưng đã không thực hiện khi ông nhận ra việc di chuyển như vật sẽ ảnh hưởng đến sự cơ động các tàu chiến-tuần dương của Đô đốc Franz von Hipper. Thay vào đó, ông tìm cách đặt các con tàu của mình phía đầu hàng tàu chiến.
Sau đó trong ngày thứ nhất của trận chiến, các tàu chiến-tuần dương đã hư hại thuộc Hải đội Tuần tiễu I của Đô đốc Hipper phải chịu đựng áp lực nặng nề do bị các đối thủ Anh truy đuổi. Deutschland và các con tàu mang biệt danh "tàu-năm-phút" đã đến để trợ giúp, đi vào giữa hai hải đội tàu chiến-tuần dương đang đối đầu. Tầm nhìn kém khiến cho cuộc đụng độ sau đó diễn ra ngắn ngủi. Deutschland chỉ bắn được một quả đạn pháo 28 cm trong giai đoạn này. Đô đốc Mauve quyết định không nên đối đầu với một lực lượng tàu chiến-tuần dương mạnh hơn nhiều, nên ra lệnh chuyển hướng 90° sang mạn phải.
Cuối ngày hôm đó, hạm đội chuẩn bị cho chuyến đi đêm quay trở về Đức; Deutschland, Pommern và Hannover được xếp phía sau SMS König và các thiết giáp hạm dreadnought khác của Hải đội Thiết giáp III về phía cuối của hàng chiến trận Đức. Các tàu khu trục Anh tổ chức một loạt các cuộc tấn công vào hạm đội, một số đã nhắm vào Deutschland. Trong cuộc đụng độ, Deutschland và König quay mũi khỏi các tàu khu trục tấn công, nhưng không thể nhận định mục tiêu rõ ràng để có thể đối đầu hiệu quả. Không lâu sau đó, Pommern trúng phải ít nhất một quả ngư lôi và nổ tung. Mảnh vỡ của con tàu rải như mưa chung quanh Deutschland. Bất chấp như thế, Hạm đội Biển khơi băng xuyên qua lực lượng khu trục Anh và đến được Horns Reef lúc 04 giờ 00 ngày 1 tháng 6. Hạm đội Đức về đến Wilhelmshaven vài giờ sau đó, nơi những chiếc dreadnought không bị hư hại thuộc các lớp Nassau và Helgoland chiếm lấy các vị trí phòng ngự.

### Những hoạt động sau cùng
Sau trận Jutland, Deutschland và các tàu chị em quay trở lại nhiệm vụ canh gác tại cửa sông Elbe. Thỉnh thoảng chúng được chuyển sang vai trò bảo vệ tại khu vực biển Baltic. Từ ngày 22 tháng 12 năm 1916 đến ngày 16 tháng 1 năm 1917, chiếc thiết giáp hạm bị bỏ không tại vịnh Kiel. Đến ngày 24 tháng 1, nó được đưa đến Hamburg và vào ụ tàu để bảo trì; công việc kéo dài cho đến ngày 4 tháng 4. Nó lại được điều ra cửa sông Elbe, rồi đến khu vực Baltic tiếp tục nhiệm vụ canh gác. Ngày 15 tháng 8, Hải đội Thiết giáp II bị giải thể; hai tuần sau vào ngày 31 tháng 8, Deutschland đi đến Kiel; và nó được xuất biên chế vào ngày 10 tháng 9. Các khẩu pháo của nó được tháo dỡ tại Kiel trước khi nó chuyển đến Wilhelmshaven để phục vụ như một tàu trại binh.
Sau khi Đức thua trận trong Thế Chiến I, các điều khoản của Hiệp ước Versailles được ký kết vào ngày 21 tháng 6 năm 1919, chỉ cho phép Đức được giữ lại tám thiết giáp hạm đã lạc hậu cho vai trò phòng thủ duyên hải, bao gồm ba thiết giáp hạm thuộc lớp Deutschland: Hannover, Schleswig-Holstein và Schlesien, cùng năm chiếc khác thuộc lớp Braunschweig. Là chiếc cũ nhất và kém tiên tiến nhất trong lớp, Deutschland bị cho tháo dỡ. Đến ngày 25 tháng 1 năm 1920, con tàu được rút khỏi Đăng bạ Hải quân và được bán để tháo dỡ, công việc tháo dỡ hoàn tất vào năm 1922.
Biểu trưng trước mũi của con tàu được trưng bày tại Trường vũ khí dưới nước Eckernförde, và chiếc chuông của nó được đặt tại lăng mộ của Hoàng tử Heinrich ở điền trang Hemmelmark.